# Бернардіну Машаду
Бернарді́ну Луї́ш Маша́ду Гімара́йш (порт. Bernardino Luís Machado Guimarães; 28 березня 1851, Ріо-де-Жанейро, Бразилія — 29 квітня 1944, Фамалікау) — португальський політик-демократ. 3-й і 8-й президент Португальської Республіки.

## Біографія
Ранні роки провів у Бразилії, де прожив до досягнення 9 років, коли уся родина переїхала в Португалію, муніципалітет Фамалікау.
Вивчав філософію і математику в Коїмбрському університеті (з 1866 року). Був дуже видатним учнем, отримавши ступінь доктора. Пізніше працював викладачем при університеті. По досягненню повноліття (21 рік) обрав португальське громадянство. Пройшов важливий шлях як один з керівників португальського масонства (порт. Grande Oriente Lusitano).
За Тимчасового уряду (1910—1911) був міністром закордонних справ.
Президентом Португальської Республіки був двічі. Спочатку з 6 серпня 1915 року по 5 грудня 1917 року, коли Сідоніу Пайш, що на той час очолював військову раду, розпустив конгрес і примусив його залишити країну.
Пізніше, у 1925 році, повторно обирається президентом Республіки, хоча через рік був усунений з цієї посади під час військового перевороту (революції) 28 травня 1926 року, що встановив військову диктатуру з подальшим встановленням режиму Нової держави.
Був одружений з Елізою Данташ Гонсалвіш Перейра (також народилася в Бразилії), з якою мав 18 дітей.